# Бекман, Эрнст Отто
Эрнст Отто Бекман (нем. Ernst Otto Beckmann; 4 июля 1853, Золинген — 13 июля 1923, Берлин) — немецкий химик.

## Биография
Изучал химию и фармацию в Лейпцигском университете (1875—1878). В 1879—1883 годах работал в Брауншвейгском техническом университете. С 1883 года приват-доцент, с 1890 года — экстраординарный профессор в Лейпцигском университете. В 1891 году профессор Гисенского, а в 1892—1897 годах — Эрлангенского университетов. С 1897 года ординарный профессор и директор лаборатории прикладной химии в Лейпцигском университете, с 1912 года директор Института прикладной и фармацевтической химии кайзера Вильгельма в Берлине.

## Научная работа
Важнейшие работы посвящены органической и физической химии. Изучал строение оксимов; в 1886 году открыл перегруппировку оксимов в амиды под действием кислых агентов (перегруппировка Бекмана). В 1888—1889 годах разработал криоскопический (по понижению температуры замерзания) и эбулиоскопический (по повышению температуры кипения) методы определения молекулярных масс растворённых веществ. Изобрёл дифференциальный термометр, позволяющий точно определять температуры вблизи точек замерзания или кипения (термометр Бекмана).